# Takáts Gábor
Takáts Gábor, született: Polgár, névváltozat: Takács (Izsák, 1862. szeptember 12. – 1925 és 1942 között) posta- és távíró segéd-, majd főellenőr, vegyész, író.

## Élete
Polgár (Takács) Gábor és Móricz Klára polgári szülők fia. Elemi iskoláinak elvégzése után Szilárdffy Károly helybeli gyógyszerész vette magához, akinél hat évet töltött és nem csak a gyógyszerészetben, de a távirászatban is kiképezte magát. Ezután Budapesten a pénzügyigazgatóságnál díjnokoskodott; majd 21 éves korában letette a postakiadói vizsgát. 1886-ban a postaigazgatóság segédtisztnek nevezte ki. 1902-ben királyi posta- és távíró-segédellenőrré léptették elő. Később Szekszárdon lakott. Mint vegyész 1892-ben egy írás-sokszorosító anyagot állított össze, melyet a századforduló környékén is több irodában használtak és négy államban szabadalmaztak. 1925. október 4-én Pesterzsébeten házasságot kötött a veszprémi születésű Ónody Annával (Veszprém, 1869. augusztus 1. – Budapest, 1942. május 13.), Ónody Pál és Lódor Mária lányával.
Nevét P. Takács Gábornak írta.
A vidéki és fővárosi, napi és heti lapokba írt szépirodalmi tárcacikkeket, elbeszéléseket, rajzokat, költeményeket és szakcikkeket a Posta Közlönybe.

## Munkái
- A bujdosó. Népies elbeszélő költemény. Paks, 1888.
- Szivek és jellemek. Beszélygyűjtemény. Kalocsa, 1889.
- Az élet játékai. Beszélygyűjtemény. Kalocsa, 1890.
- Két szinmű. Margit vagy a postamester úr leánya, vígj. 1 felv. A nagynéni kedveltje, vígj. 2 felv. Kézirat gyanánt. Kalocsa, 1892.
- Tudnivalók a posta és távirda köréből. Kereskedők, iparosok és magánzók használatára. Az érvényben levő szabályok az új pénzrendszer alapján. Távirdai táblával. Kalocsa, 1893.